# ورم النسيج المرن الليفي الحليمي

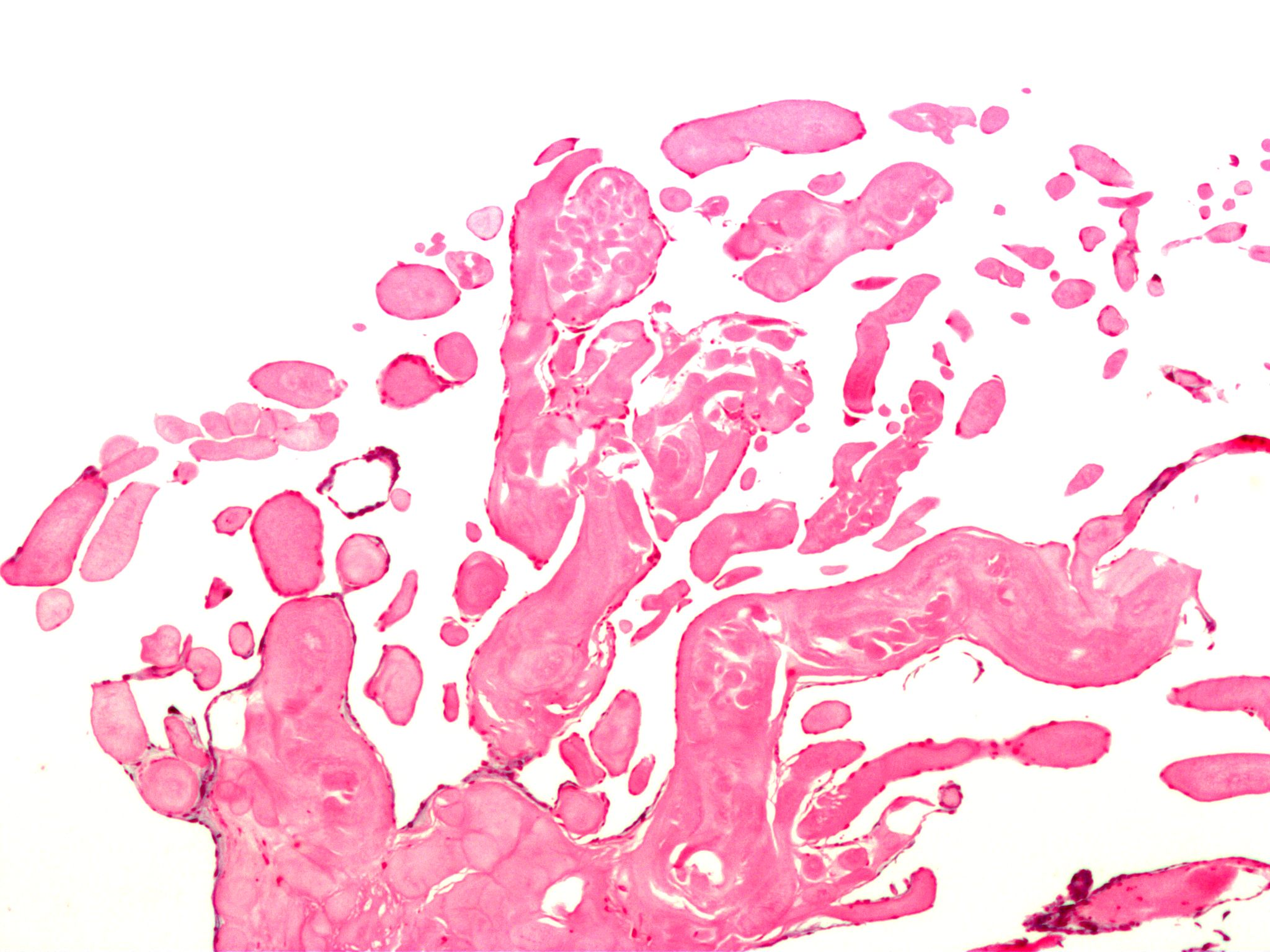
صورة مجهرية مُنخفضة التَكبير ورم النسيج المرن الليفي الحليمي في الصمام الأبهري حيثُ تظهر الحليمات المُتفرعة اللاوعائية. تم استعمال صبغة صبغة الهيماتوكسيلين واليوزين

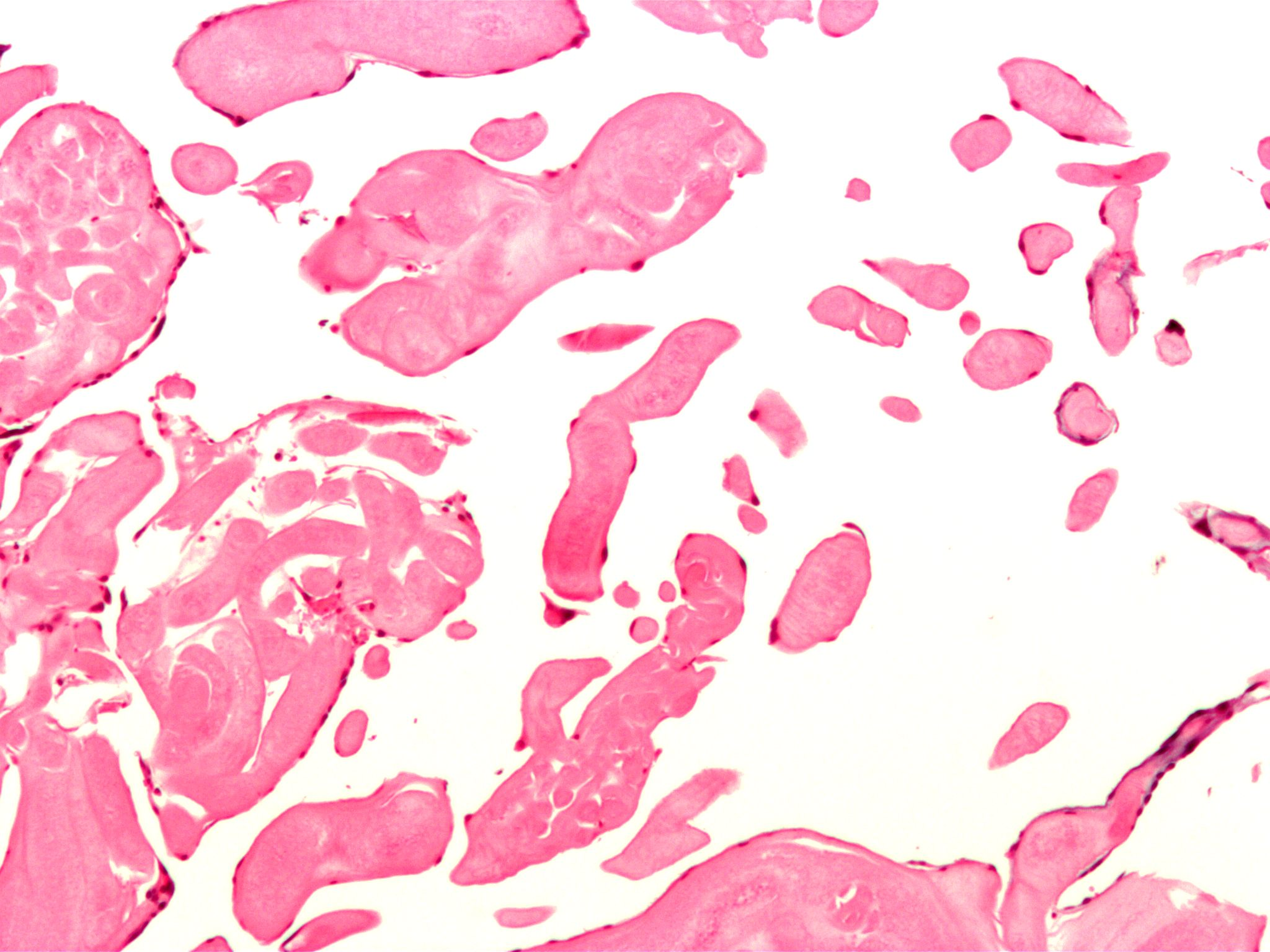
صورة مجهرية مُنخفضة التَكبير ورم النسيج المرن الليفي الحليمي في الصمام الأبهري حيثُ تظهر الحليمات المُتفرعة اللاوعائية. تم استعمال صبغة صبغة الهيماتوكسيلين واليوزين

ورم النسيج المرن الليفي الحليمي (بالإنجليزية: Papillary fibroelastoma)‏ هو أحد أورام القلب الأولية الذي يُصيب غالباً أحد صمامات القَلب، ويُعتبر هذا الوَرم من الأورام النادِرة، حيثُ يُشكل حوالي 10% من أورام القلب الأولية، كما يُعتبر ثالث أكثر أنواع أورام القلب الأولية بَعد الأورام المخاطية وَالشَحمية.

## التشخيص
يتم إيجاد وَتَشخيص ورم النسيج المرن الليفي الحليمي عادةً عن طَريق التصوير التشخيصي الطبي، ويتم تَأكيد التشخيص عن طريق علم الأمراض، أما في علم الأنسجة فإنَّ ورم النسيج المرن الليفي الحليمي يمتلك حليمات مُتفرعة لا وعائية تتكون مِن كولاجين، وتكون مُغطاة ببطانة غشائية.

## الأعراض
يُعتبر ورم النسيج المرن الليفي الحليمي من الأورام الحَميدة، ولكن انسداد تَدفق الدم قد يَترافق مع حُدوث إغماء وَذبحة صدرية وَنوبة قلبية وَسكتة دماغية، وَقد يؤدي إلى توقف فجائي للقلب.
غالباً ما تكون أعراض ورم النسيج المرن الليفي الحليمي ناجمة عن الآثار الميكانيكية للوَرم أو نتيجةً انصِمام جُزء من الوَرم إلى أعضاء بعيدة، وبشكل خاص، فإنَّ الذبحة الصدرية والإغماء قد تحدث نتيجة انسداد مؤقت للشريان التاجي الرئيسي الأيسر عن طريق الوَرم، أما النوبة القلبية وتوقف القَلب فقد يحدث نتيجةً للانصمام جزء من الورم إلى الشريان التاجي.

## العلاج
إذا تم العُثور على الوَرم عن طريق الصُدفة في شَخص لا يُظهر أي أعراض لوجود الوَرم، فإنَّ طريقة العلاج في هذه الحالة خلافية ومحل للجدل بين الأطباء، أما في حال كانَ الورم كَبير وَمُسَّوق فإنه يتم إجراء عملية جراحية لاستئصال الوَرم وذلك لتجنب ظُهور الأعراض ولخفض خطر حدوث الانسداد، وبالرغم من ذلك فإنَّ هذه الطريقة العلاجية مَحل خلاف أيضاً.
أما إذا كان ورم النسيج المرن الليفي الحليمي يُظهر الأعراض، فإنَّه من المُوصى به إجراء عملية الاستئصال الجراحية بهدف تخفيف الأعراض، وهُناك بعض الحالات يتم التعامل معها بِشكل خاص، مثلاً إذا كان الورم مُتضمن الصمام الأبهري فإنَّه يتم إزالة الوَرم من غير إزالة الصَمام (أي لا حاجة لاستبدال الصمام بصمام صناعي).